# Conflicto colectivo (España)
En el derecho laboral español, el proceso de conflicto colectivo es uno de los mecanismos jurídicos de solución de diferencias entre empresarios y trabajadores. En la redacción dada por el artículo 153 de la Ley Reguladora de la Jurisdicción Social, son "...las demandas que afecten a intereses generales de un grupo genérico de trabajadores o a un colectivo genérico susceptible de determinación individual y que versen sobre la aplicación e interpretación de una norma estatal, convenio colectivo, cualquiera que sea su eficacia, pactos o acuerdos de empresa, o de una decisión empresarial de carácter colectivo...".

## Características
- Lo pueden ejercer tanto trabajadores como empresarios, a través de sus representantes.
- Debe garantizar el funcionamiento de los servicios esenciales de la comunidad.
- Es preceptiva la presentación de conciliación ante el Instituto de Mediación, Arbitraje y Conciliación (IMAC), del Servicio de Mediación de la comunidad autónoma en que radique el centro de trabajo o del SIMA en los supuestos en los que el conflicto a centros de trabajo radicados en diferentes comunidades autónomas.
- El proceso tiene el carácter de urgente (téngase en cuenta que paraliza la movilidad geográfica y las modificaciones sustanciales propuestas por la empresa hasta su resolución).

## Elementos sujetos a conflicto
- La movilidad geográfica.
- Modificaciones sustanciales de las condiciones de trabajo.
- Procedimientos no judiciales de solución de conflictos (si se acuerdan en convenio colectivo).
- La impugnación de convenios colectivos.

## Medidas de Conflicto Colectivo
Por parte de los trabajadores, pueden ser:
- Los instrumentos menores de presión, amparados en las libertades de reunión, expresión y manifestación, y que pueden consistir en comunicados a medios de prensa, declaraciones públicas, asambleas informativas...etc
- El boicot, pretendiendo dificultar el tráfico mercantil de la empresa, lograr que nadie adquiera mercancías producidas por ella, o que nadie le suministre las necesarias para su actividad.
- El sabotaje, consiste en destruir bienes de la empresa.
- La ocupación de bienes empresariales que puede ser pacífica o violenta.
- La huelga, cesación colectiva y concertada del trabajo, por parte de los trabajadores.

## Legitimación para presentarlo
Los siguientes colectivos tienen derecho a presentar conflicto colectivo:
- Los sindicatos.
- Las asociaciones empresariales.
- El empresario y los órganos de representación legal o sindical de los trabajadores de la empresa o centro de trabajo afectado.

## Proceso
- Si se llegara a acuerdo en conciliación o en mediación, este tendrá el mismo efecto que un convenio colectivo.
- En caso de desacuerdo se presentará demanda en el Juzgado o Tribunal competente (habitualmente en las Salas de lo Social).
- Una vez señalada la fecha del juicio en vista única, el juez dictará en tres días la sentencia, que será inmediatamente ejecutable, sin perjuicio de los recursos que puedan presentarse.
- Si durante el proceso las partes llegaran a un acuerdo y lo comunican al tribunal, se archiva sin más trámite la demanda.
- Se puede interponer recurso de suplicación contra la sentencia de conflicto colectivo.

## Legislación española
El conflicto colectivo es uno de los derechos básicos de los trabajadores, según el artículo 4.1.d) del Estatuto de los trabajadores. Asimismo, es importante el Acuerdo tripartito en materia de solución extrajudicial de conflictos laborales, suscrito el 18 de julio de 1996, que se ha continuado renovando hasta el Quinto Acuerdo sobre Solución Autónoma de Conflictos laborales, conocido como ASAC V, de 7 de febrero de 2012, que tiene vigencia hasta el 31 de diciembre de 2016.